# Iréna Dufour
Iréna Dufour (ur. 1 czerwca 1978) – belgijska lekkoatletka specjalizująca się w skoku o tyczce.

## Osiągnięcia
- reprezentowanie kraju w Pucharze Europy
- wielokrotna mistrzyni i rekordzistka[1] kraju

## Rekordy życiowe
- skok o tyczce (stadion) – 4,20 (2004 & 2005) były rekord Belgii
- skok o tyczce (hala) – 4,10 (2003 & 2005)